# Vrbovec (Kroatien)
Vrbovec ist eine Stadt im Norden Kroatiens, die zur Gespanschaft Zagreb gehört. Sie liegt 32 km nordöstlich von Zagreb an der Autobahn A4 in Richtung Varaždin. Nach der Volkszählung von 2011 leben im Verwaltungsgebiet der Stadt Vrbovec 14.797 Einwohner (97,66 % Kroaten), in der Stadt selbst 4.947 Einwohner.

## Verwaltung
Seit 2005 ist Vladimir Bregović Bürgermeister von Vrbovec und folgte damit auf Zlatko Herček, der die Stadt von 2001 bis 2005 leitete. Das Verwaltungsgebiet von Vrbovec umfasst insgesamt 42 Dörfer und Siedlungen, darunter Banovo, Brčevec, Celine, Cerik, Cerje, Dijaneš, Donji Tkalec, Dulepska, Đivan, Gaj, Gornji Tkalec, Gostović, Graberanec, Graberšćak, Greda, Hruškovica, Konak, Krkač, Kućari, Lonjica, Lovrečka Varoš, Lovrečka Velika, Luka, Lukovo, Marenić, Martinska Ves, Naselje Stjepana Radića, Negovec, Novo Selo, Peskovec, Pirakovec, Podolec, Poljana, Poljanski Lug, Prilesje, Samoborec, Savska Cesta, Topolovec, Vrbovec, Vrbovečki Pavlovec, Vrhovec und Žunci.
Diese Siedlungsstruktur bringt ein vielfältiges Gemeinwesen hervor, in dem jeder Ortsteil seine eigene Prägung und Funktion hat. Einige der größeren Siedlungen wie Negovec und Pirakovec tragen zum kulturellen und wirtschaftlichen Leben bei, während kleinere Orte den ländlichen Charakter der Region unterstreichen. Der Hauptort Vrbovec fungiert als zentrales Verwaltungs- und Dienstleistungszentrum und verbindet moderne Verwaltungseinrichtungen mit der historischen Struktur der Region.

## Geschichte
Vrbovec wird zum ersten Mal am 21. April 1244 in kirchlichen Dokumenten der Serie „Privilegialia“ erwähnt, die heute im bischöflichen Archiv in Zagreb aufbewahrt werden. Diese frühe Erwähnung deutet auf die historische Bedeutung der Stadt hin. Im 15. Jahrhundert entwickelte sich Vrbovec zu einem regionalen Handelsplatz, an dem regelmäßig Märkte abgehalten wurden und der einen wichtigen wirtschaftlichen Knotenpunkt für die umliegenden Dörfer darstellte. Die Märkte in Vrbovec trugen wesentlich zur wirtschaftlichen und sozialen Entwicklung der Region bei und förderten den Austausch von Waren und Kulturen.
Während des 16. und 17. Jahrhunderts war die Stadt unter der Herrschaft der Adelsfamilie Zrinski, die als Verteidiger gegen osmanische Einfälle eine strategische Rolle spielte. Diese Ära der ständigen Bedrohung und Verteidigung prägte die Region und trug zur Entstehung eines starken regionalen Zusammenhalts bei. In dieser Zeit wurde Petar Zrinski in Vrbovec geboren. Als kroatischer Ban und Mitglied des mächtigen Zrinski-Clans spielte er später eine bedeutende Rolle in den politischen und militärischen Angelegenheiten Kroatiens und Ungarns.
Ein dunkles Kapitel der Stadtgeschichte ereignete sich am 10. September 1976, als über Vrbovec zwei Flugzeuge kollidierten. Das Unglück gilt bis heute als das größte Flugzeugunglück in der Geschichte Kroatiens und führte zu umfangreichen Änderungen in den Luftfahrtkontrollen der Region. Das Unglück wurde weltweit bekannt und war ein tragisches Ereignis, das noch lange im Gedächtnis der Bevölkerung blieb.

Heute erinnert Vrbovec an seine Geschichte durch historische Gebäude wie die Kirche des Heiligen Vitus und das Schloss Lovrečina Grad, die Zeitzeugen einer langen Vergangenheit sind. Zahlreiche Veranstaltungen und Gedenkfeiern, darunter das Stadtfest am 15. Juni, tragen zur Erinnerung an die Vergangenheit und zur Pflege des kulturellen Erbes bei.

## Kultur
Kulturfestival „Kaj su jeli naši stari?“
Jedes Jahr am letzten Augustwochenende verwandelt sich Vrbovec in eine Bühne für ein außergewöhnliches Kulturfestival: „Kaj su jeli naši stari?“ Seit 1980 findet dieses Fest von Freitag bis Sonntag statt und stellt die traditionelle kroatische Küche in den Mittelpunkt. Die angebotenen Speisen werden nach historischen Rezepten zubereitet und geben einen lebendigen Einblick in das kulinarische Erbe der Region.
Der Name des Festivals bedeutet übersetzt „Was haben unsere Vorfahren gegessen?“. Damit wird bereits der Schwerpunkt deutlich: Es werden authentische Gerichte präsentiert, genau so, wie sie einst auf den Tisch kamen. Besucher können diese Spezialitäten vor Ort probieren. Die Gerichte werden mit regionalen Zutaten und nach überlieferten Methoden zubereitet.
Auch das traditionelle Handwerk spielt auf dem Festival eine wichtige Rolle. Handwerksaussteller zeigen historische Werkzeuge und Techniken, wie sie früher in der Lebensmittelverarbeitung und im Haushalt verwendet wurden.
Ein besonderer Höhepunkt des Festivals ist der Kochwettbewerb, bei dem Aussteller um die Auszeichnung für das beste traditionelle Gericht konkurrieren. Dieser Wettstreit zieht Hobbyköche, Gastronomen und Einheimische an, die sich der Bewahrung der kroatischen Kochtradition verschrieben haben. Im Jahr 2009 erfuhr das Festival eine besondere Ehre: Die damalige Premierministerin Kroatiens, Jadranka Kosor, eröffnete die Veranstaltung feierlich. Dieser hochrangige Besuch unterstrich die Bedeutung des Festes für die Region und das gesamte Land.
Stadtfest zu Ehren von St. Veit
Neben dem August-Festival begeht Vrbovec jedes Jahr am 15. Juni das traditionelle Stadtfest zu Ehren seines Schutzpatrons, des Heiligen Veit. Dieser Festtag ist geprägt von feierlichen religiösen Zeremonien und Prozessionen. Anschließend sorgen vielfältige kulturelle und musikalische Darbietungen dafür, dass sich die Stadt in eine lebendige Festkulisse verwandelt.
Beide Veranstaltungen ziehen jedes Jahr zahlreiche Besucher aus der Umgebung und dem Ausland an. Zugleich stärken sie die kulturelle Identität von Vrbovec, indem sie die lokale Geschichte, Traditionen und Bräuche im heutigen Kontext lebendig erlebbar machen.

## Sport
- NK Vrbovec – Fußballverein – 3. kroatische Liga (HNL)
- HK Vrbovec – Ringerverein
- KK „Petar Zrinski“ Vrbovec – Basketballverein
- AK „Petar Zrinski“ Vrbovec – Leichtathletikverein

## Wirtschaft
Die wichtigsten Wirtschaftszweige in Vrbovec sind die fleischverarbeitende Industrie, Bäckereiwaren und Metallverarbeitung und -herstellung. Wichtigster Arbeitgeber in der Stadt und der Umgebung ist die Fleischerei „PIK Vrbovec“, welche seit 2005 zum Agrokor-Konzern gehört.

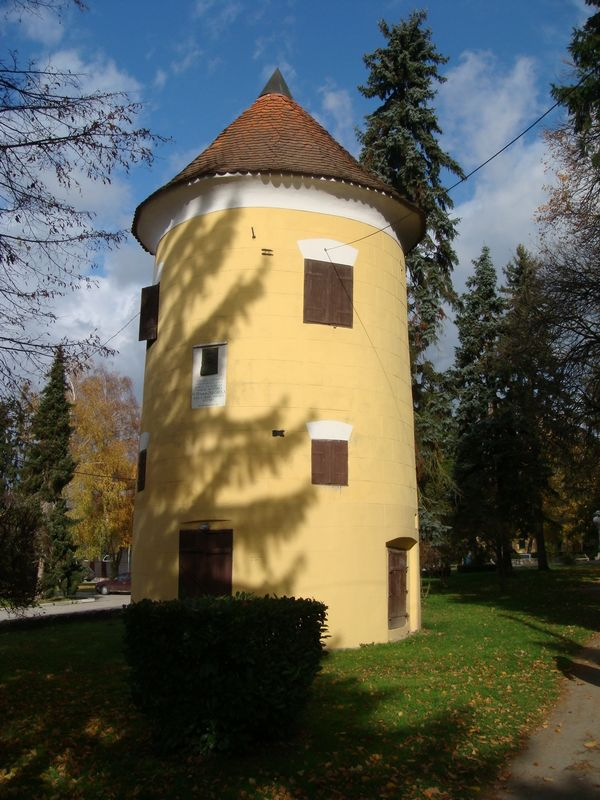
Turm des Petar Zrinski

## Persönlichkeiten

### Söhne und Töchter der Stadt
- Antun Vramec (1538–1587), Schriftsteller
- Petar Zrinski (1621–1671), Schriftsteller, Feldherr und kroatischer Adliger (Ban), geboren in Vrbovec 1621
- Krunoslav Kuten (1855–1894), Kinderbuchautor
- Nikola Berković (1862–1943), Bankier, Wirtschaftsfunktionär und Abgeordneter
- Marija Jurić Zagorka (1873–1957), Schriftstellerin und erste Journalistin Kroatiens
- Milan Herzog (1908–2010), US-amerikanischer Dokumentarfilmer
- Josip Pankretić (1933–1998), ehemaliger Parlamentsvertreter für die HSS
- Jadranko Mijalić (* 1952), Parlamentsvertreter für die HSLS, Politiker
- Božidar Pankretić (* 1964), Agrarminister, Parlamentsvertreter für die Kroatische Bauernpartei HSS, Politiker
- Drago Papa (* 1984), Fußballspieler

### Persönlichkeiten, die vor Ort gewirkt haben
- Eugène d’Halwin de Piennes (1825–1911), französischer Marquis
- Josip Buturac (1905–1993), Historiker und Archivar
- Leona Paraminski (* 1979), Schauspielerin